# Tula (Russia)
Túla (in russo Ту́ла?, AFI: [ˈtulə]) è una città di circa 500 000 abitanti della Russia europea centrale, situata sul fiume Upa, a 193 km a sud di Mosca. Capoluogo dell'omonima oblast', sorge in un ricco bacino minerario (ferro, carbone, rame) ed è un importante centro produttivo, soprattutto nel settore dell'industria pesante e meccanica.

## Storia
La città esiste almeno dal XIV secolo e alcuni storici indicano che potrebbe essere identificata con Taidula, un'ignota località menzionata in una cronaca del 1146. Il centro della città sorge sul lato meridionale del fiume, fatto insolito per una città russa, che farebbe supporre che la città sia stata fondata da popolazioni nomadi provenienti da sud.
Nel medioevo la città era una fortezza di scarsa importanza posta sul confine del principato di Rjazan', ma nel 1530, dopo che fu annessa al Granducato di Mosca, fu costruito un cremlino (roccaforte) in mattoni, tuttora ben conservato. La città divenne un nodo strategico importante contro le incursioni dei tatari e dei mongoli ed effettivamente subì un assedio da parte dei tatari nel 1552. A sud di Tula era stata preservata a scopo difensivo una fascia boscosa larga 4 km che in caso di conflitto avrebbe ostacolato i nemici (soprattutto quelli a cavallo). Questo sbarramento naturale si estendeva per 400 km lungo il confine meridionale e ancora oggi è possibile rilevarne traccia nelle foto aeree.
Nel 1607 Ivan Bolotnikov e i suoi sostenitori si impadronirono del cremlino e vi resistettero per quattro mesi alle truppe zariste. Nel 1712 Tula fu visitata da Pietro il Grande, che concesse a Nikita Demidov, fabbro specializzato nella produzione di armi, di costruire la prima vera fabbrica d'armi in Russia, l'arsenale di Tula, ancora oggi attiva e conosciuta come Tul'skij oružejnyj zavod (TOZ). Nei decenni successivi la città diventò il più grande centro per la lavorazione dell'acciaio dell'Europa orientale. 
Nel 1778 fu inaugurata la prima fabbrica per la produzione industriale di samovar. Anche dopo che i Demidov, per motivi strategici, ebbero spostato il centro delle loro produzioni negli Urali, la città continuò ad essere un centro dell'industria pesante, soprattutto per la produzione di materiale bellico.
La guerra russo-giapponese, la guerra civile russa e la seconda guerra mondiale hanno reso Tula un importante centro per la produzione di armamenti. Tra il 24 ottobre e il 5 dicembre 1941 le truppe tedesche della Wehrmacht tentarono inutilmente di espugnare la città per rompere a sud la resistenza sovietica nell'area di Mosca; per questo nel 1976 Tula fu insignita del titolo di città eroina.

## Economia
La città è un importante centro produttivo. Nelle industrie meccaniche si producono ferro, acciaio, macchine agricole, attrezzature per miniere e attrezzature belliche. In quelle alimentari mulini e zucchero. Sono anche presenti industrie tessili e del cuoio. La fabbrica di armi per uso civile e militare Tul'skij oružejnyj zavod (TOZ) impiega circa 6.000 persone. Nella stessa città è operativa un'altra fabbrica d'armi, il Konstruktorskoe bjuro priborostroenija (KBP).
Tula è famosa fin dal XVIII secolo per la produzione di samovar, tanto che un modo di dire russo recita Recarsi a Tula con il proprio samovar (equivalente all'italiano "Portare legna nel bosco" o anche "Portare vasi a Samo"). La città è inoltre famosa per la produzione della fisarmonica di Tula (in russo Tul'skaja garmoška) e del prjanik, panpepato al miele tradizionalmente realizzato con ripieni vari, tra cui vanno menzionati marmellata di mele (il più tipico), nocciole, cacao, miele e sguščënka (simile al latte condensato).

## Infrastrutture e trasporti

### Aeroporti
Tula è sede della base aerea di Klokovo.

## Monumenti e luoghi d'interesse

### Architetture militari
- Cremlino di Tula: è l'architettura più importante e famosa della città, avente una lunga storia. Fu costruito nel 1530 e tra il 1762 e il 1764 le mura furono parzialmente demolite. Ciò che rimane delle mura è sprofondato nei secoli di circa tre metri, perché costruito su un terreno paludoso nelle vicinanze del fiume.

### Architetture religiose
- Cattedrale dell'Assunzione: fu edificata nel 1764. È la più antica delle due cattedrali della città.

## Cultura

### Musei
- Museo delle armi: è il museo più antico della città, fu inaugurato nel 1724 dai Demidov.

## Amministrazione

### Gemellaggi
- Banská Bystrica, dal 1967
- Albany, dal 1991
- Mahilëŭ, dal 1998
- Kutaisi
- Villingen-Schwenningen
- Wałbrzych